# San Antonio (Panama)
San Antonio è un comune (corregimiento) della Repubblica di Panama situato nel distretto di Atalaya, provincia di Veraguas. Si estende su una superficie di 17,9 km² e conta una popolazione di 2.966 abitanti (censimento 2010).